# Miyu Amasaki
Miyu Matsuda (松田 光由 Matsuda Miyu?, 25 de abril de 2002) es una luchadora profesional japonesa. Trabaja para la empresa World Wonder Ring Stardom bajo el nombre de Miyu Amasaki (天咲 光由 Amasaki Miyu?).

## Carrera
Reveló que Dragon Gate fue su primer encuentro con la lucha libre, promoción que solía ver desde iba a la escuela primaria.
Matsuda hizo su debut como luchadora profesional el 11 de marzo de 2022 en el evento New Blood 1 de World Wonder Ring Stardom, dedicado a las novatas, donde fue derrotada por Utami Hayashishita. A pesar de su derrota, Hayashishita quedó impresionado por su rendimiento en el combate, por lo que invitó a la debutante a unirse al equipo Queen's Quest, algo a lo que Matsuda aceptó de inmediato. En la primera noche de Stardom World Climax 2022 el 26 de marzo, hizo equipo con sus nuevas compañeras de equipo, Lady C y AZM, para competir en un combate por equipos de seis mujeres con estipulación gauntlet, ganado por Donna Del Mondo (Himeka, Natsupoi, y Mai Sakurai) y también involucrando a Cosmic Angels (Waka Tsukiyama, Mina Shirakawa y Momo Kohgo), y Oedo Tai (Saki Kashima, Fukigen Death y Ruaka). En la segunda noche del evento el 27 de marzo, compitió en un combate Cinderella Rumble de 18 mujeres, en el que fue eliminada por Mei Suruga. En el evento Stardom Cinderella Tournament 2022, fue derrotada por Hazuki en la primera ronda de combates del 3 de abril. En Stardom Flashing Champions el 28 de mayo, Amasaki hizo equipo con Utami Hayashishita en un combate en el que fueron derrotadas por White Nights (Tam Nakano y Kairi). En Stardom Fight in the Top el 26 de junio, hizo equipo con Lady C. Ambas fueron derrotadas por Stars (Momo Kohgo y Saya Iida). En el evento Stardom New Blood 3 el 8 de julio, Amasaki participó en el evento principal, donde fue derrotada en un combate por Giulia. En Mid Summer Champions en Tokio, el primer evento de Stardom Mid Summer Champions que fue realizado el 24 de julio, Amasaki hizo equipo con Utami Hayashishita, siendo derrotadas por God's Eye (Mirai and Ami Sourei). En Mid Summer Champions en Nagoya 24 de julio, hizo equipo con Lady C y Hina para participar en una triple amenaza, combate ganado por Prominence (Risa Sera, Hiragi Kurumi y Suzu Suzuki), mismo en el que también participó Cosmic Angels (Mina Shirakawa, Unagi Sayaka y Hikari Shimizu). En Stardom in Showcase vol.1, Amasaki fue finalista de un combate Nagoya rumble ganado por Gokigen Death. Amasaki compitió en uno de los dos bloques clasificatorios para el Stardom 5 Star Grand Prix 2022, donde terminó en el segundo lugar con un total de cuatro puntos, perdiendo la clasificación ante Ami Sourei.